# ميشيل موريتي (ممثلة)
ميشيل موريتي (بالفرنسية: Michèle Moretti)‏ هي ممثلة فرنسية، ولدت في 15 مارس 1940 بباريس في فرنسا.

## أعمال

### أفلام
- (2004) مثل صورة
- (2010) أسماء الحب[2]

## وصلات خارجية
- ميشيل موريتي على موقع IMDb (الإنجليزية)
- ميشيل موريتي على موقع ألو سيني (الفرنسية)
- ميشيل موريتي على موقع أول موفي (الإنجليزية)
- ميشيل موريتي على موقع قاعدة بيانات الأفلام السويدية (السويدية)
- ميشيل موريتي على موقع قاعدة بيانات الفيلم (الإنجليزية)
- ميشيل موريتي على موقع كينوبويسك (الروسية)